# Friedrich August Eckstein

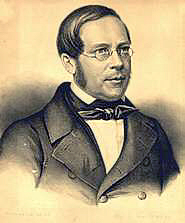
Friedrich August Eckstein

Friedrich August Eckstein (* 6. Mai 1810 in Halle (Saale); † 15. November 1885 in Leipzig) war ein deutscher Philologe, Gymnasiallehrer und Lexikograph. Er war von 1863 bis 1881 Rektor der Thomasschule zu Leipzig.

## Leben
Eckstein wurde 1810 als Sohn des Maurers Johann Karl Eckstein und dessen Ehefrau Christine Friederike, geb. Mädicke, in Halle geboren. Nach dem Tod des Vaters wurde er am 10. April 1820 als Halbwaise in das Waisenhaus der Franckeschen Stiftungen zu Halle aufgenommen. Vom 14. April 1822 an besuchte er als Orphanus (Waise) die Latina August Hermann Francke und ging 1827 mit dem Abgangszeugnis Nr. 1 ab. Von 1827 bis 1830 studierte er Philologie an der Universität Halle. Zu seinen Lehrern gehörten Moritz Hermann Eduard Meier, Gottfried Bernhardy, Johann August Jacobs und Karl Christian Reisig. Er wurde mit der Dissertation Prolegomena in Taciti, qui vulgo fertur, dialogum de oratoribus (abgedruckt als wissenschaftliche Beilage des Programmes der Lateinischen Schule vom Jahr 1835) zum Dr. phil. promoviert. Während seiner Studienzeit lernte er angehende Philologen wie Gustav Kießling, Moritz Ludwig Seyffert, Karl Ferdinand Ranke, Friedrich Gottlieb Schöne, Friedrich Hanow, Friedrich Ritschl und Wilhelm Büchner kennen.
Ab 1829 war er Hilfslehrer und am 6. Januar 1831 wurde er Kollaborateur an der Latina. 1834 ehelichte er Pauline Emilie, Tochter des Schirm- und Tabakspfeifen-Fabrikanten Anton Spieß. Ab 1839 war er Oberlehrer am Königlichen Pädagogium und 1842 wurde er Rektor (zuvor schon 1834 Kollege und Bibliothekar) der Lateinischen Hauptschule in Halle. 1842/43 publizierte er den sechsten Band der Chronik der Stadt Halle. 1849 wurde er Kondirektor der Franckeschen Stiftungen unter Hermann Agathon Niemeyer. Er wurde von Gottfried Hermann und Moriz Haupt für das Rektorat der Königlich Sächsischen Fürstenschule zu Meißen vorgeschlagen, das er jedoch wie auch andere Angebote ausschlug. In den Jahren von 1849 bis 1851 und von 1858 bis 1860 war Eckstein liberaler Abgeordneter der Zweiten Preußischen Ständekammer.
Eckstein war Freimaurer. Er war Mitglied der Freimaurerloge „Zu den drei Degen“ in Halle und von 1854 bis 1863 deren Meister vom Stuhl. Er verfasste die Logenchronik bis zum Jahre 1843, die danach Gustav Hertzberg fortsetzte. Aufgrund seiner politisch liberalen Gesinnung und der Mitgliedschaft in einer Freimaurerloge blieb ihm das Direktorat der Franckeschen Stiftungen durch den preußischen Kultusminister Karl Otto von Raumer verwehrt. Nach seiner Umsiedlung nach Leipzig trat er in die dortige Freimaurerloge „Apollo“ ein, deren Meister vom Stuhl er wurde. Später wurde er  Großmeister der Großen Landesloge von Sachsen.
Am 3. September 1863 schied er aus dem Amt. Er ging nach Leipzig und wurde von Bürgermeister Carl Wilhelm Otto Koch als Rektor der Thomasschule zu Leipzig bestellt. Außerdem ernannte ihn der sächsische Kultusminister Johann Paul von Falkenstein zum außerordentlichen Professor für Pädagogik an der Philosophischen Fakultät der Universität Leipzig. Er errichtete ein Praktisch-Pädagogisches Seminar und war Vorsitzender der Wissenschaftlichen Prüfungskommission für das höhere Lehramt. Während dieser Zeit schrieb er auf Vorschlag Ritschls den Nomenclator philologorum (1871). Ihm ist es zu verdanken, dass neben dem Umzug der Thomasschule 1877 auch das Alumnat des Thomanerchores in die Hillerstraße auf die ehemalige Thomaswiese umziehen konnte. Es gab ursächlich einen Stadtratsbeschluss, das Alumnat, weil es nicht mehr zeitgemäß erschien, aufzulösen. Dagegen wandte sich neben den Thomaskantoren Ernst Friedrich Richter und Wilhelm Rust auch besonders Eckstein. Er hat die Thomasschule durch kritische Jahre geführt und zu einem  der bedeutendsten humanistischen Gymnasien Deutschlands geprägt. Am 8. April 1881 legte er sein Amt als Rektor der Thomasschule nieder, betätigte sich aber weiter wissenschaftlich und hielt akademische Vorlesungen. Er verfasste die ADB-Artikel zu Caspar von Barth, Johann Friedrich Facius, Friedrich Dübner, Gregor Bersman, Hermann Albert Daniel, Rudolf Dietsch, Johann Christoph Ernesti, Johannes Clajus, Friedrich Wilhelm Döring, Jakob Ceratinus, Nicolaes Cleynaerts, Sigismund Evenius, Karl Hermann Funkhänel, Ernst Gotthelf Gersdorf, Adolf Theodor Hermann Fritzsche, Heinrich Eduard Foss, Ludwig Dindorf, Friedrich Ludwig Abresch, Moritz Döring, Christian Daniel Beck, Johann Friderich, Christian Friedrich Franckenstein, Johann Georg Eck, Johann Christoph von Dreyhaupt, August Gotthilf Gernhard, Christoph Caesar, Johann Gottfried Boltze, Johann Nicolaus Funck, Johannes Caesarius, Johann Heinrich Deinhardt, Gottfried Fähse, Paul Dolscius, Wilhelm von Bäumlein, Johann Leonhard Frisch, Johann Christoph Dähne, Karl Philipp Funke, Hieronymus Freyer, Johann Matthias Gesner, Ceporinus, Gottfried Bernhardy und Ferdinand Bamberger.
Ende des Jahres 1884 stiftete er ein Stipendium in Höhe von 1.800 Goldmark.
Am 15. November 1885 starb Eckstein an einem Herzinfarkt. Er wurde im Ehrengrab der Universität Leipzig in der V. Abteilung des Neuen Johannisfriedhofs beerdigt.
Postum wurde sein Werk Lateinischer und griechischer Unterricht (1887) veröffentlicht.

## Familie
Ecksteins Tochter Louise (1834–1914) war mit dem Altphilologen Heinrich Keil verheiratet.

## Auszeichnungen
Bei seinem Weggang von Halle nach Leipzig im Jahre 1863 wurde Eckstein die Ehrenbürgerwürde seiner Heimatstadt verliehen. Er war Ritter des Königlich Sächsischen Zivilverdienstordens II, des Königlich Preußischen Kronenordens III, des Kaiserlich Russischen Stanislausordens II, des Königlich Schwedischen Nordsternordens und Inhaber der Preußischen Krönungsmedaille, da er als Mitglied des Preußischen Abgeordnetenhauses bei der Krönung des Kaisers Wilhelm I. zu Königsberg am 18. Oktober 1861 anwesend war. Im Jahr 1881 erhielt er anlässlich seines 50. Lehrerjubiläums das Komturkreuz II. des Sächsischen Albrechtsordens. Seine Marmorbüste, ein Werk des Bildhauers Robert Henze, befindet sich in der Aula der Thomasschule.
1902 wurde nach ihm die Ecksteinstraße, eine Anliegerstraße in Leipzig-Connewitz benannt.

## Schüler an der Universität
- Ernst Bischoff (1858–1922), Altphilologe und Gymnasiallehrer
- Albert Bovenschen (1864–1939), Journalist
- Ludwig Jeep (1846–1911), Altphilologe, Gymnasial- und Hochschullehrer
- Otto Lyon (1853–1912), Gymnasiallehrer, Germanist und Schriftsteller
- Georg Rudolf Koegel (1855–1899), Germanist
- Richard Sachse (1846–1924), Philologe und Pädagoge
- Konrad Sturmhoefel (1858–1916), Historiker und Pädagoge

## Schriften (inklusive Reden)
- Prolegomena in Taciti, qui vulgo fertur, dialogum de oratoribus. Halle 1835. 84 S. (Programm Halle Latina)
- Geschichte der Anrede im Deutschen durch die Pronomina. Plötz, Halle 1840.
- Geschichte des Hospitals S. Cyriaci zu Halle. Gebauersehen Buchhandlung, Halle 1841.
- Die Salfeldschen Buchdruckereien in Halle. Ein Sendschreiben an Dr. Gustav Schwetschke. Verlag der Buchhandlung des Waisenhauses, Halle 1842.
- Chronik der Stadt Halle. Eine Fortsetzung der Dreyhauptschen Beschreibung des Saal-Kreises. (6 Lieferungen), Verlag der Buchhandlung des Waisenhauses, Halle 1842/43. (Digitalisat)
- Geschichte der Freimaurer-Loge im Orient von Halle. Eine Festgabe zur Säcularfeier der Loge zu den drei Degen. Gebauersche Buchdruckerei, Halle 1844. (Digitalisat)
- Chronicon montis sereni ex cod. Freheriano recensuit. Part I. Halle 1844. S. 1–104. (Progr. Halle Latina) (Digitalisat)
- Chronicon montis sereni ex cod. Freheriano recensuit. Part. II. Halle 1845. S. 105–160. (Progr. Halle Latina) (Digitalisat)
- Chronicon montis sereni ex cod. Freheriano ... Part. III. Halle 1846. S. 161–210. (Progr. Halle Latina) (Digitalisat)
- Beiträge zur Geschichte der Halleschen Schulen. 1. Stück. Halle 1850. 50 S. (Programm Halle Latina) (Digitalisat)
- Beiträge zur Geschichte der Halleschen Schulen. 2. Stück. Halle 1851. 55 S. (Programm Halle Latina) (Digitalisat)
- Anecdota Parisina rhetorica. Halle 1852. VI, 30 S. (Programm Halle Latina) (Digitalisat)
- Hermann Agathon Niemeyer. Nekrolog. Halle 1852. S. 31–42. (Programm Halle Latina)
- Rede, gehalten bei der Schulfeier von Schillers hundertjährigem Geburtstage, am 10. November 1859. Halle 1860. S. 31–39. (Programm Halle Latina)
- Rede bei der Gedächtnisfeier des Todestages Philipp Melanchthons, gesprochen am 17. April 1860. Halle 1860. S. 40–46. (Programm Halle Latina)
- Analecten zur Geschichte der Pädagogik. 1. Ein griechisches Elementarbuch aus dem Mittelalter. 2. Isidor’s Encyclopädie und Victorismus. 3. In nomine sacrosanctae trinitatis. Formul und Abriß, wie eine christliche und evangelische Schule wohl und richtig anzustellen sei ... verfasset durch M. Sigismundum Evenium rectorem zu Halle. Halle 1861. 48 S. (Programm Halle Latina)
- Beiträge zur Geschichte der Halleschen Schulen. 3. Stück. Francke’sche Stiftungen.
- Familiaris interpretatio primae satirae Horatianae. Leipzig 1865. 43 S. (Programm Leipzig Thomasschule)
- Scholae Horatianae (carm. I, 20. 30. II, 11. IV, 3.) Leipzig 1869. 50 S. (Programm Leipzig Thomasschule)
- Auswahl deutscher Gedichte für gelehrte Schulen. 16. Auflage, Verlag der Buchhandlung des Waisenhauses, Halle 1869.
- Nomenclator philologorum. Teubner, Leipzig 1871 (Nachdruck Olms,  Hildesheim 1966; vollständiger, korrigierter Text, bearbeitet von Johannes Saltzwedel. Hamburg 2005, PDF), S. 373f.
- Beschreibung des neuen Schulhauses. Einweihung des neuen Schulhauses. (Mit 6 Abbildungen.) Von A. F. Viehweger und Friedrich August Eckstein. Leipzig 1878. 29 S. u. 5 Tafeln. (Programm Leipzig Thomasschule)
- Lateinischer Unterricht. Geschichte und Methode. 2. Auflage, Besser, Gotha 1880 (Separatabdruck aus Schmid's Encyklopädie des gesammten Erziehungs- und Unterrichtswesens, Artikel digitalisiert).
- Abschiedsrede, gehalten am 8. April 1881. Leipzig 1882. S. 21–24. (Programm Leipzig Thomasschule)
- Lateinischer und griechischer Unterricht. Fues, Leipzig 1887.
- Phaedri Fabulae für Schüler. Mit Anmerkungen versehen. Teubner, Leipzig 1889.